# Przyczyna Dolna (gmina)
Przyczyna Dolna (do 1954 Wschowa-Północ, od 1976 Wschowa) – dawna gmina wiejska istniejąca w latach 1973–1976 w woj. zielonogórskim i woj. leszczyńskim). Siedzibą władz gminy była Przyczyna Dolna.
Gmina Przyczyna Dolna została utworzona 1 stycznia 1973 w powiecie wschowskim w woj. zielonogórskim. Była to gmina obwarzankowa wokół Wschowy
1 czerwca 1975 gmina weszła w skład nowo utworzonego woj. leszczyńskiego.
15 stycznia 1976 siedziba gminnych organów władzy i administracji państwowej została przeniesiona do Wschowy z jednoczesną zmianą nazwy gminy na gmina Wschowa.